# ロールゼン
ロールゼン (ドイツ語: Rohrsen) は、ドイツ連邦共和国ニーダーザクセン州のニーンブルク/ヴェーザー郡に属す町村（以下、本項では便宜上「町」と記述する）で、ザムトゲマインデ・ヘームゼンの郡庁所在地である。

## 歴史
ロールゼンはヴェーザー川の堤防沿いに位置する。ここはヨシが群生する土地であったため、古くから「Rohrsen」という名（Rohr =「ヨシ」と Hausen =「家」を組み合わせた名称）で呼ばれていた。この町は元々ヴェルペ伯領の一部であった。この町は、1302年にブラウンシュヴァイク＝リューネブルク公オットー2世に売却された際初めて文献に記録された。三十年戦争の時代にはヴェーザー川を航行する舟を監視するためにロールゼン近郊に砦が築かれた。この砦は、現在もその一部を見ることができる。ヴェーザー川の浅瀬では多くの船が遭難した。1700年頃の難破船がレムゴー近郊ブラーケのヴェーザールネサンス博物館で見ることができる。第二次世界大戦中、ロールゼンには戦争捕虜収容所が設けられた。

## 行政

### 議会
ロールゼンの町議会は11議席からなる。

## 経済と社会資本

### 交通
ロールゼンは連邦道B209号線（ヴァルスローデ方面と結んでいる）に直接面している。この道路はロールゼンで、フェルデン (アラー)やニーンブルク/ヴェーザーに至る連邦道B215号線に接続する。この町を鉄道ブレーメン - ハノーファー線およびヴェーザー＝アラー鉄道が通っている。この町には1847年から駅が設けられていたが、1978年に旅客営業、1990年に貨物営業が廃止された。

## 引用
1. ↑  Landesamt für Statistik Niedersachsen, LSN-Online Regionaldatenbank, Tabelle A100001G: Fortschreibung des Bevölkerungsstandes, Stand 31. Dezember 2023